# Allotropia (linguistica)
In linguistica, si definisce come allotropia o fenomeno allòtropo un insieme di parole che derivano dalla medesima matrice (ad esempio la lingua latina), per via dotta ("voce colta") o popolare ("voce ereditaria"), ed ognuna si specializza poi con una propria semantica lessicale, ovvero con un proprio significato. 
Poiché spesso le voci allotrope sono due (una di trafila dotta un'altra di trafila popolare), si parla anche di doppietti.
Mentre la voce ereditaria subisce nel tempo modificazioni, la voce dotta viene recuperata e per questo risulta più somigliante alla voce originaria.

## Esempi
Di seguito, alcuni esempi di doppietti in lingua italiana, con il latinismo e la voce ereditaria:
- dal latino bēstia derivano sia bestia, sia biscia (sti diviene š; ē diventa i)
- da vītium derivano vizio e vezzo
- da discum derivano disco e desco
- da solidum derivano solido e soldo